# Seydişehir
Seydişehir è una città centro del distretto omonimo della provincia di Konya nella regione dell'Anatolia Centrale in Turchia. Secondo il censimento del 2000 contava 48 372.